# Букит-джалил (стадион)
Букит Джалил Стэдиум — (малайск. Stadium Nasional Bukit Jalil) мультиспортивный стадион в Куала-Лумпуре, Малайзия, в 2007 году являлся одной из арен Чемпионата Азии по футболу, принимал 7 матчей турнира, включая полуфинальный поединок между сборными Ирака и Южной Кореи (4:3, пен). Является самым большим стадионом Малайзии, вмещает 87 000 зрителей, построен в 1998 году специально к Играм Содружества. Неизменно является ареной финальных поединков Кубка и Суперкубка Малайзии по футболу.